# Synsphyronus meganennus
Synsphyronus meganennus är en spindeldjursart som beskrevs av Harvey 1987. Synsphyronus meganennus ingår i släktet Synsphyronus och familjen gammelekklokrypare. Inga underarter finns listade i Catalogue of Life.